# Alberto Castaldini
Alberto Castaldini (Verona, 27 giugno 1970) è un teologo, storico e antropologo italiano specializzato nello studio del pensiero e della società dell'età moderna e contemporanea. È studioso di ebraismo e di minoranze etniche.

## Biografia
Si è laureato in giurisprudenza all'Università Cattolica del Sacro Cuore di Milano. Ha poi conseguito il dottorato in filosofia presso l'Università"Babes-Bolyai" di Cluj-Napoca.
Come docente a contratto ha insegnato in varie università italiane.  Attualmente insegna all'Università "Babes-Bolyai" di Cluj-Napoca, nella Facoltà di Teologia Greco-Cattolica e nell'Istituto di Studi Giudaici della Facoltà di Storia e Filosofia, e presso il Centro di studi ebraici dell'Università di Bucarest, dove in precedenza era stato visiting professor di storia della cultura italiana. È anche professore invitato di introduzione all'ebraismo moderno al Pontificio Ateneo Sant'Anselmo di Roma e allo Studio Teologico "San Zeno" di Verona.
Giornalista iscritto all'albo dei professionisti dal 2000, è stato redattore del quotidiano milanese Il Giorno, redattore del mensile Aggiornamenti sociali e ha collaborato con diverse riviste di settore, come Limes, La Civiltà Cattolica, e collabora a specialistiche, come Materia giudaica, Sefer, QOL, Studia Hebraica, Transylvanian Review, Heliopolis, Storica, Nuova Rivista Storica, Lares, Lettere italiane.
Ha scritto per i quotidiani La Nazione, Il Resto del Carlino, Gazzetta di Parma, Gazzetta di Mantova e L'Arena di Verona. Collabora all'inserto domenicale Alias de Il manifesto. È direttore degli "Atti e Memorie dell'Accademia di Agricoltura Scienze e Lettere di Verona", periodico scientifico fondato nel 1807. È membro del comitato editoriale delle riviste Studia. Theologia catholica, Heliopolis. Culture civiltà politica, Nature Anthropology, nonché membro del comitato scientifico delle riviste Perspektywy Kultury. Perspectives on Culture e Kadmos. Studi mitteleuropei.Dirige la Collana del dialogo ebraico-cristiano e interreligioso delle edizioni Salomone Belforte di Livorno. È il portavoce della Associazione Internazionale degli Esorcisti. 
Ha intrapreso giovanissimo studi di storia delle tradizioni popolari e antropologia religiosa sotto la guida di Giovanni Tassoni e Giovanni Battista Bronzini, svolgendo indagini demologiche nel territorio veneto e in aree limitrofe, come il Mantovano, attraverso la rilevazione e la raccolta di dati etnografici sul campo. In particolare, collaborando anche con lo scrittore e poeta veronese Dino Coltro, ha raccolto materiale narrativo, soprattutto fiabe di magia, e testimonianze della religiosità popolare nell'area della Valpolicella, in Alto Polesine, nel medio-basso Veronese e nell'area del lago di Garda. Dagli inizi degli anni novanta si è in particolare dedicato agli aspetti storici e sociali delle minoranze germaniche delle Alpi meridionali, in particolare dei Cimbri veneti e trentini. Per quanto concerne i Cimbri dell'Altopiano dei Sette Comuni vicentini, dal 1990 al 1994 vi ha condotto indagini etnografiche sul campo, culminate nell'individuazione presso la popolazione locale delle espressioni residuali della parlata germanica dell'altopiano dei Sette Comuni, raccogliendo le testimonianze della cultura orale, della religiosità popolare e contribuendo all'opera di preservazione e valorizzazione della specificità identitaria e culturale di tale isola linguistica. Sul versante storiografico ha condotto analoghe indagini per le minoranze di origine germanica nello spazio romeno. In tale veste è stato vicedirettore scientifico della rivista internazionale di antropologia Anuac.
Dalla fine degli anni novanta si occupa in particolare delle vicende storiche e sociali degli ebrei in Italia nel tardo Medioevo e in età moderna conducendo ricerche sulle comunità ebraiche del Veneto, della Lombardia e di Mantova, in una particolare costante prospettiva rivolta al loro rapporto con la società cristiana. Ne è emersa un'immagine della società ebraica che, pur nei condizionamenti culturali e religiosi del contesto circostante, ha conservato non senza difficoltà una costante reattività sul piano sociale e politico con il mondo cristiano. Nei suoi lavori la prospettiva di ricerca si è inquadrata in quell'orientamento nato dall'intreccio fra interessi antropologico-religiosi, socio-economici e giuridici, generante una storiografia particolarmente attenta ai fenomeni sociali, alla vita materiale, alla religiosità, alla storia dei ceti popolari come delle élite urbane.
La presenza ebraica in Europa centro-orientale come l'azione culturale e missionaria dei Gesuiti in quella porzione del continente (emblematiche la figura e l'opera del Possevino) hanno rappresentato nella sua attività di ricerca degli esempi paradigmatici per analizzare le dinamiche dei gruppi e l'affermazione dei modelli culturali e politici all'origine della modernità. Rivolte alla contemporaneità le sue più recenti indagini sulla biopolitica nazionalsocialista e la definizione del concetto di "genopoiesi", affine a quello di Antropopoiesi, per indicare la foggiatura dei vincoli di parentela all'interno della "comunità di sangue" promossa dal Terzo Reich. Sul versante teologico e filosofico, in dialogo con intellettuali come Guido Ceronetti e biblisti come Paolo De Benedetti, ha invece approfondito nei suoi lavori più recenti alcune implicazioni specifiche della teodicea afferenti al tema della presenza del Male nella storia contemporanea, con preciso riferimento all'evento tragico della Shoah.
Si è anche occupato sul piano giornalistico di approfondimento dello studio dei fattori culturali e storici nelle relazioni internazionali, con particolare accento sullo specifico contesto del Medio Oriente e dei paesi dell'Europa centro-orientale. In questo ambito ha trattato l'incidenza dei fattori storici, confessionali e culturali nelle relazioni internazionali, con una particolare attenzione alle sollecitazioni che la società attuale offre: dai mutamenti prodotti dalla cosiddetta globalizzazione, alla riscoperta del "locale" e delle dinamiche identitarie. Lo spazio romeno, in particolare, negli ultimi anni ha rappresentato un ambito specifico di ricerca storiografica, per la composita identità culturale, religiosa e linguistica di questa porzione del Sud-Est europeo. È stato membro del comitato scientifico del Centro di iniziative e ricerche sulle Migrazioni (CIRMIB) dell'Università Cattolica del Sacro Cuore di Milano. È membro del Centro di Ricerca sulle Minoranze (CERM) dell'Università degli Studi dell'Insubria. 
È accademico ordinario dell'Accademia Nazionale Virgiliana di Mantova, membro effettivo dell'Accademia di Agricoltura Scienze e Lettere di Verona, socio dell'Accademia Roveretana degli Agiati, dell'Istituto per gli incontri culturali mitteleuropei di Gorizia, del Centro Romeno-Italiano di Studi Storici CERISS di Bucarest, dell'Associazione italiana per lo Studio del Giudaismo, della European Association for Jewish Studies di Oxford, della Society for Jewish and Biblical Studies in Central Europe, della Eric-Voegelin-Gesellschaft. Membro d'onore dell'istituto di storia "Nicolae Iorga" dell'Accademia rumena di Bucarest, professore honoris causa dell'Università "Babes-Bolyai" di Cluj-Napoca, è inoltre doctor honoris causa dell'Università "1º dicembre 1918" di Alba Iulia.
Dal 2006 al 2010 ha ricoperto l'incarico di direttore per chiara fama dell'Istituto italiano di cultura di Bucarest e di addetto culturale dell'Ambasciata d'Italia in Romania.
Il 3 dicembre 2010 a Bucarest gli è stato conferito il Diploma "Meritul Academic" dell'Accademia Romena.

## Opere

### Opere di carattere storico, politologico, teologico e antropologico
- Il Calice di San Giovanni. Il culto di san Giovanni Evangelista nella religiosità dei Cimbri (Roana-Venezia, Istituto Culturale Dal Pozzo - Regione Veneto 1995)
- Scritti di Giovanni Tassoni, letterato e folklorista mantovano (Viadana, Assessorato alla Cultura 1996)
- Il Ghetto di Verona nel Seicento (prefazione di Giuseppe Laras) (Verona, Archivio storico diocesano 1997)
- Der Kelch des heiligen Johannes. Die Vehrerung des heiligen Evangelisten Johannes in den zimbrisch-deutschen Sprachinseln (Wien, Edition Praesens 1998) ISBN 3-901126-25-2
- Padania Judaica. Vita e cultura ebraica nella Valle del Po (Mantova, Sometti 1998)
- Tradizioni ebraiche in Italia (Milano, Ancora 1999) ISBN 88-7610-773-8
- Il Segno del Giusto. Francesco d'Assisi e l'ebraismo (Reggio Emilia, Diabasis 2001) ISBN 88-8103-124-8
- L'ipotesi mimetica. Contributo a una antropologia dell'ebraismo (Firenze, Olschki 2001) ISBN 88-222-5038-9
- Mondi paralleli. Ebrei e cristiani nell'Italia padana dal Medioevo all'Età moderna (Firenze, Olschki 2004) ISBN 88-222-5341-8
- Cesare Castiglioni. Medico, scienziato e filantropo nella Milano dell'Ottocento (Milano, Ares-Amministrazione Provinciale 2005) ISBN 88-8155-322-8
- Il sacrificio e l'attesa. Scritti sulla tradizione politica di Israele (Milano, Ares 2005) ISBN 88-8155-289-2
- Giovanni Papini: la reazione alla modernità (Firenze, Olschki, 2006) ISBN 88-222-5552-6.
- Vocaţia politică a Israelului (Bucarest, Editura Hasefer, 2008) ISBN 978-973-630-172-8
- La segregazione apparente. Gli Ebrei a Verona nell'età del ghetto (secoli XVI-XVIII) (Firenze, Olschki, 2008) ISBN 978-88-222-5807-6
- Jewish World and Christian Nation in the Romanian Space from the Middle Ages to the Contemporary Age (Bucharest, University Press, 2010) ISBN 978-973-737-847-7
- Il ballo sotto il tiglio. Scritti sulle comunità di origine germanica delle Alpi meridionali (Padova, Imprimitur, 2012) ISBN 978-88-87300-82-6
- Il Dio nascosto e la possibilità di Auschwitz. Prospettive filosofiche e teologiche sull'Olocausto (Cluj-Napoca, Centro di Studi Transilvani dell'Accademia Romena delle Scienze, 2016) ISBN 978-606-8694-55-9
- Ipoteza mimetică. Despre evrei și originile modernității (Oradea, Ratio et Revelatio, 2018) ISBN 978-606-8680-65-1
- Lo sguardo su Dio. Frammenti della vocazione ebraica (Esodo 3,6) (postfazione di Guido Ceronetti) (Lavis, La Finestra Editrice, 2018) ISBN 978-889-5925-87-5
- Cooperatores iniquitatis. Volontà di dominio e negazione dell'altruità (Cluj-Napoca, Presa Universitară Clujeană, 2019) ISBN 978-606-37-0539-7
- Contra Genesim. Sugli ebrei e la rifondazione antropologica del nazionalsocialismo (Milano, Franco Angeli, 2019) ISBN 978-88-917-7922-9
- Dolore del mondo e mistero di iniquità. Il male in Romani 8,18-39 (Roma, Aracne, 2020) ISBN 978-88-255-2586-1
- Comunità e Destino (Malè, Centro Studi per la Val di Sole, 2020)
- Il paradigma di Abramo. Tre scritti sul padre dei credenti (con una nota di Joseph Ratzinger - Benedetto XVI) (Livorno, Belforte, 2021) ISBN 978-88-746-7191-5
- L'adesione diabolica. Una sfida antica fra dannazione e salvezza (Milano, Sugarco, 2023) ISBN 978-88-719-8806-1
- Contra Genezei. Antropopoieza, evreii și național-socialismul (Oradea, Ratio et Revelatio, 2023) ISBN 978-606-9659-76-2
- Con Francesco Bamonte, Il fascino oscuro di Halloween. Domande e risposte (Paoline, Milano, 2024) ISBN 978-88-315-5747-4
- Con Francesco Bamonte, O obscuro fascínio do Halloween (Paulinas, Prior Vehlo, 2025) ISBN 978-989-590-002-2

### Altri scritti
- Pietre d'Assisi, presentazione di Luciano G. Viale OFM (Mantova, Universalis Fraternitas, 1996)
- Un uomo nuovo. Sapienza e carisma in Francesco d'Assisi (Verona, Edizioni dell'Aurora, 1997)
- Ottorino Murari storico e numismatico veronese del Novecento (Verona, Fiorini 2005)
- P. Nereo Venturini S.I., scrittore e missionario dell'unità dei cristiani (presentazione di Carlo Maria Martini) (Roveredo di Guà, Comune, 2005)
- Per l'Europa ritrovata. Discorsi sulla Romania tra Oriente e Occidente (Bucarest, Istituto Italiano di Cultura, 2008)